# Montoison
Montoison település Franciaországban, Drôme megyében. Lakosainak száma 1935 fő (2022. január 1.). Montoison Allex, Ambonil, Étoile-sur-Rhône, Montmeyran és Upie községekkel határos.

## Népesség
A település népességének változása:
| Lakosok száma | 776  | 992  | 1222 | 1677 | 1871 | 1908 | 1925 | 1937 | 1942 | 1935 |
|               | 1968 | 1982 | 1990 | 2006 | 2013 | 2015 | 2017 | 2019 | 2020 | 2022 |